# فریباماهی باله‌مویی
فریباماهی باله‌مویی (نام علمی: Abalistes filamentosus) گونه‌ای از فریباماهیان است که در اقیانوس هند و اقیانوس آرام و در آب‌های نیمه‌گرمسیری آن یافت می‌شود. این ماهی در ژرفای 61-180 متری اقیانوس و در بخش لجه زندگی می‌کند. فریباماهی باله‌مویی برای انسان‌ها بی‌خطر است.

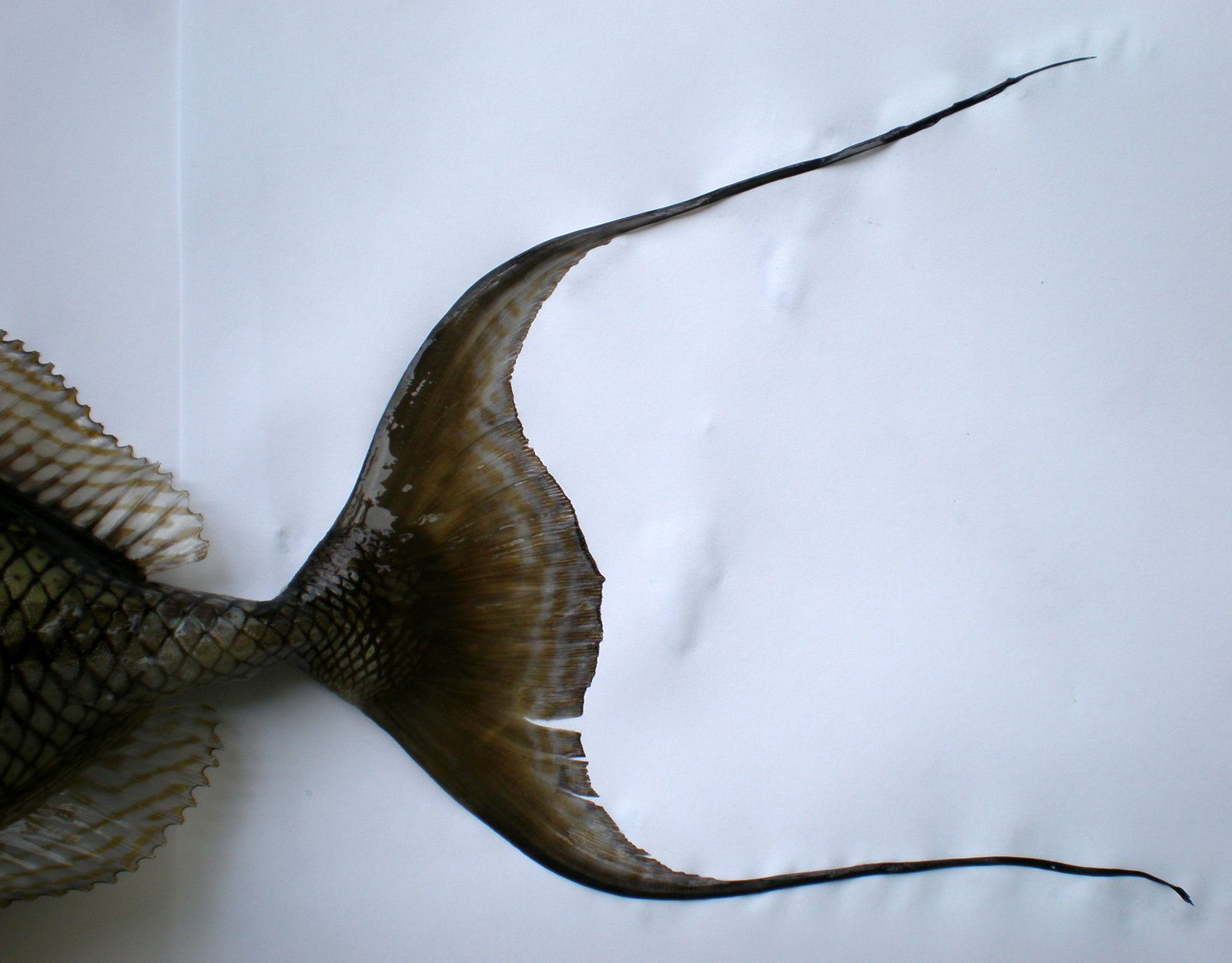
دم خاص فریباماهی باله‌مویی